# Raft Cove Park
Raft Cove Park är en park i Kanada.   Den ligger i provinsen British Columbia, i den sydvästra delen av landet, 3 900 km väster om huvudstaden Ottawa. Raft Cove Park ligger 1 meter över havet.
Terrängen runt Raft Cove Park är huvudsakligen kuperad, men den allra närmaste omgivningen är platt. Havet är nära Raft Cove Park åt sydväst. Trakten runt Raft Cove Park är nära nog obefolkad, med mindre än två invånare per kvadratkilometer.. Det finns inga samhällen i närheten. 
I omgivningarna runt Raft Cove Park växer i huvudsak blandskog.